# アーチバルド・ハチソン
アーチバルド・ハチソン（Archibald Hutcheson、1659年ごろ – 1740年8月12日）は、アイルランド王国出身でグレートブリテン王国の弁護士、政治家。1688年から1704年ごろまでリーワード諸島法務長官、1713年から1727年まで庶民院議員、1714年12月から1716年1月まで商務庁委員を務めた。

## 生涯
アーチバルド・ハチソン（Archibald Hutcheson）の長男として、1660年ごろに生まれた。1680年にミドル・テンプルに入学、1683年に弁護士資格免許を取得した。その後、ロンドンで弁護士業を開業した。
1688年初、リーワード諸島総督サー・ナサニエル・ジョンソンがカトリックである第2代カーリングフォード伯爵ニコラス・ターフェと第2代ミドルトン伯爵チャールズ・ミドルトンの進言を受けて、ハチソンをリーワード諸島法務長官に任命した。ハチソンは着任から数週間後にはリーワード諸島のカトリックに信仰の自由を許し、ジョンソンが本国への報告でハチソンを賞賛するほどだったが、ハチソン自身の信仰はあいまいなところが多かった。『英国議会史』はハチソンが長老派の信者となるよう育てられたと推測しつつ、後年にイングランド国教会に改宗したと判断した。もっとも、改宗した後のハチソンの言動には広教会派の主張（あらゆる形の宗教的迫害に反対する）がみられた。ジョンソンの後任であるクリストファー・コドリントンは失政が目立ち、ハチソンもそのあおりを受けて批判され、「国王ウィリアム3世に忠誠を誓ったことがない」といった中傷があったほどだったが、ハチソンはコドリントンが退任した後もおそらく1704年まで法務長官を務めた。
退任後はロンドンでの弁護士業を再開、1708年11月30日に王立協会フェローに選出された。1710年には第2代オーモンド公爵ジェームズ・バトラーが売却する不動産の管財人を務めた。オーモンド公爵が後年ジャコバイト陰謀に関わったため、ハチソンも関与を疑われたが、『英国議会史』は少なくともこれ以降の3、4年間のハチソンにそのような考えはなく、単なる法律の専門家と顧客の関係を維持した。1713年イギリス総選挙では引き立てか謝礼としてか、オーモンド公爵がハチソンをヘースティングズ選挙区で当選させた。オーモンド公爵の娘婿である第3代アシュバーナム男爵ジョン・アシュバーナムはヘースティングズで若干の影響力があり、親族の第2代準男爵サー・ウィリアム・アシュバーナムを退任させてハチソンを当選させたのであった。
ハチソンは総選挙の数週間前には第2代モンタギュー公爵ジョン・モンタギューとドイツを旅しており、プファルツ選帝侯ヨハン・ヴィルヘルム、ケルン選帝侯ヨーゼフ・クレメンス・フォン・バイエルン、マインツ選帝侯ロタール・フランツ・フォン・シェーンボルンに謁見する機会に恵まれた。のちにイギリス国王となるハノーファー選帝侯の宮廷にも訪れ、ハノーファーの外交官ハンス・カスパール・フォン・ボートマーとイギリスにおけるホイッグ党とトーリー党の政争について意見を交換し、フランクフルト・アム・マインでは初代マールバラ公爵ジョン・チャーチル、ウィリアム・カドガンと同様の意見交換をした。ハチソンは好印象を残し、トーリー党所属ながら庶民院でホイッグ党側に立って投票することも多かった（1714年3月にリチャード・スティールの議会追放に反対、1714年5月に教会分裂阻止法案に反対）ため、同年8月にイギリスがハノーファー朝に代替わりした後、カドガンから任官を推薦された。
1714年12月に商務庁委員（年収1,000ポンド相当の官職）に任命され、1715年イギリス総選挙では影響力を有する初代クレア伯爵トマス・ペラム＝ホリスがヘースティングズで縁者を1人当選させたものの、マールバラ公爵の要請を受けてハチソンを当選させた。同年、1715年ジャコバイト蜂起によりオーモンド公爵が海外逃亡すると、ハチソンは庶民院でオーモンド公爵を擁護した。1716年1月に商務庁委員を辞任した後、野党に回り、同年4月に七年議会法案への反対演説をした。
1722年イギリス総選挙では野党候補として出馬した。ニューカッスル公爵となったペラム＝ホリスは候補を2人立てたが、ヘースティングズの世論は公爵が1議席を指名することしか許さず、ハチソンは1票差で議席を死守した。このほか、ウェストミンスター選挙区でもロチェスター主教フランシス・アタベリーの後援を受けて出馬し、暴動の最中トップ当選したが、同年11月に選挙申立によりウェストミンスターでの選挙結果が無効とされた。1723年3月にはアタベリー陰謀事件をめぐり、アタベリーを擁護して演説した。度々大陸ヨーロッパへの長期旅行をしたため、海外のジャコバイトとの共謀を疑われ、アタベリー陰謀事件への関与の可能性も指摘されたが、『英国議会史』はハチソンが前半生からよく旅行に行っているとし、また1720年ごろに妻と別居したことも旅行の理由として挙げた。アタベリーとオーモンド公爵との友人関係は続き、1730年代初にもパリで公爵に会っている。
1722年の再選時点で健康が悪化しており、1727年イギリス総選挙をもって議員を退任した。1726年にミドル・テンプルの評議員に、1728年に朗読者（reader）に、1739年に会計係に選出された。4度結婚したにもかかわらず子女がおらず、1740年8月12日に死去した。